# Kulu (Karanganyar)
Kulu is een bestuurslaag in het regentschap Pekalongan van de provincie Midden-Java, Indonesië. Kulu telt 2026 inwoners (volkstelling 2010).